# Yasushi Inoue
Yasushi Inoue (井上 靖 Inoue Yasushi?,  6 de mayo de 1907 - 29 de enero de 1991), escritor católico japonés, nació en Asahikawa, en la isla de Hokkaidō. Murió en Tokio de neumonía.
Estudió en la Universidad Imperial de Kioto, cursando la carrera de Estética y Filosofía, recibiéndose en 1936. Su tesis trató la obra poética de Paul Valéry.
Su padre, Hayao, fue médico del ejército y, por tanto, cambió de residencia en varias ocasiones. Su madre, Yae Inoue, provenía de una familia con tradición de médicos. A la edad de seis años, Inoue fue enviado casa de su abuela, una antigua geisha. Se crio en el pueblo natal de la familia en la prefectura de Shizuoka. El joven Inoué comenzó a leer poesía en su etapa en la Escuela de Numazu. En 1926 se trasladó a Kanazawa, donde vivían sus padres, para comenzar la Escuela Superior. Durante este período de su formación, dedicó su tiempo de forma obsesiva al judo y la poesía. Más tarde, para decepción de su familia, suspendería el examen de ingreso en la escuela de medicina de la Universidad Imperial de Kyushu. Su padre, ya retirado, pasó sus últimos años aislado dedicando su tiempo a la cría de pollos. Inoue fue entonces aceptado en el departamento de inglés de la universidad, pero no prestó mucha atención a sus estudios.
En 1935 se casó con Adachi Fumi, cuyo padre era profesor de antropología. Inoue publicó algunos poemas y cuentos en revistas, pero abandonó su carrera literaria y se convirtió en reportero de la revista semanal Sande Mainichi en Osaka. Tras servir como soldado de infantería en el norte de China en 1937 y 1938, se reincorporó al departamento de cultura de los periódicos del grupo Mainichi.
Tras obtener el Premio Akutagawa en 1949 por La corrida de toros, se trasladó a Tokio en 1951, retomando la escritura a tiempo completo. Visitó China a finales de los años 1950, país al que volvería varias veces, y en 1964 fue elegido miembro de la Academia de las Artes de Japón. De 1969 a 1972 desempeñó el cargo de presidente de la junta directiva de la Asociación Literaria de Japón. En 1976 recibió la Orden al Mérito Cultural, el más alto honor otorgado por el gobierno japonés. Fue además elegido vicepresidente internacional del PEN Club, en 1984, sustituyendo a Yasunari Kawabata.
Autor versátil, cultivó los géneros de poesía, ensayo, cuento y novela. Aunque a menudo es recordado por sus relatos históricos situados en el antiguo Japón, la obra de Inoue también incluye novelas de corte autobiográfico y cuentos llenos de humor, tensión y sabiduría.

## Traducciones al español

### Novelas
- 1949: La escopeta de caza. (Anagrama, 1988; Círculo de Lectores, 1991) (Traducción de la versión en inglés por Javier Albiñana y Yuna Alier ISBN 978-84-339-3122-1)
- 1953: Furinkazan. La epopeya del clan Takeda. (Sexto Piso, 2014) (Traducción del japonés por Gustavo Pita Céspedes)
- 1975: Mi madre. (Sexto Piso, 2020) (Traducción del japonés por Marina Bornas)

### Cuentos
- 1958: Luna llena y otros cuentos. (Sexto Piso, 2016) (Traducción del japonés por Gustavo Pita Céspedes)

## Premios
- 1949 - Premio Akutagawa por Tōgyū
- 1957 - Premio Literario del MEXT
- 1959 - Premio de Prensa Mainichi